# Gesaku

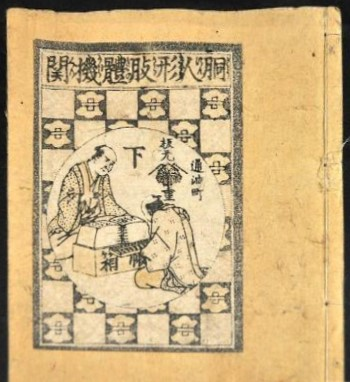
„Kibiyōshi“-Umschlag

Gesaku (japanisch 戯作, auch Kisaku, Gisaku, Kesaku ausgesprochen) ist die generische Bezeichnung für die gesamte populäre japanische Literatur von der Mitte des 18. Jahrhunderts bis zur Mitte der Meiji-Zeit (1868–1912). Der Begriff bedeutet „Geschrieben zum [Lese-]Vergnügen“. Das wird durch einen scherzhaften Ton und einen ausgefeilten Aufbau bewirkt.

## Übersicht
Gesaku entwickelten sich während der Jahre des kulturellen Stillstands des Tokugawa-Feudalismus. Bunjin (文人), also Laien-Schriftsteller, die ursprünglich einen abgehobenen Stil pflegten, der von chinesischer Gelehrsamkeit beeinflusst war, begannen ab der Mitte des 18. Jahrhunderts verstärkt eher volkstümliche Literatur zu verfassen, vor allem im Bereich der Belletristik, die sie streng von „ernsthafter“ Literatur unterschieden.
Spätere Generationen sahen in Hiraga Gennai (1728–1780) den Begründer des Gesaku. Sein Werk machte die Zeit von den 1770er bis zu den 1780er Jahren zum Goldenen Zeitalter des frühen Gesaku. Neben Büchern, die heute den „Kokkeibon“ (滑稽本) zugerechnet werden, und den frühen „Yomihon“ (読み本), waren die Hauptvertreter des Gesaku die „Kibiyōshi“ (黄表紙) – wörtlich „Gelbe Umschläge“ – und die „Sharebon“ (洒落本). All die Bücher wurden oft in mehreren Bänden publiziert. Repräsentative Autoren sind neben Gennai Ōta Nampo und Santō Kyōden. Diese frühen Gesaku sind gekennzeichnet durch Wortspiele, durch Parodien früherer Werke und durch ausgesucht formale Konstruktionen zu Lasten der eigentlichen Erzählung. Das Leben in abgehobenen Kreisen, Klatsch, die Vorgänge am Theater und in den Vergnügungsvierteln stellt die Hauptthemen dar.
Das harte Durchgreifen der Regierung im Zusammenhang mit den Kansei-Reformen (1788–1793)  brachte wirkungsvoll eine Reihe von Schriftstellern zum Schweigen und diente als Warnung für andere. Das hatte eine langfristige Auswirkung auf das Schreiben in diesem Stil. Dazu kam, dass es zu einer Veränderung der Leserschicht, die zunahm, kam. Die frühen Gesaku-Dilettanten, die – von Kyōden abgesehen – Mitglieder der städtischen Intelligenz waren und für diese schrieben, wurden nun überholt von professionellen Schriftstellern, die ein anonymes Publikum über Bücherverkäufer und Leihbibliotheken versorgten.
Ab 1800 entwickelten sich die Kokkeibon, „Ninjōbon“ (人情本), „Gōkan“ (合巻) und Yomihon zu den wichtigsten Gruppen des späten Gesaku, repräsentiert durch Schriftsteller wie Jippensha Ikku, Shikitei Samba, Tamenaga Shunsui, Ryūtei Tanehiko, Kyokutei Bakin und Santō Kyōden, die zusammen als „Gesaku Rokkasen“ (戯作六歌仙), als die „Sechs Poeten des Gesaku“, überliefert sind. In Symbiose mit den Darstellenden Künsten (Bunraku, Kabuki, Rakugo u. a.) und den Buch-Illustrationen brachten es die späten Gesaku zu einer immensen Popularität. Im Gefolge der Tempō-Reformen mit ihren Einschränkungen um 1840 verloren die Gesaku dann ihre Darstellungskraft und kreative Gestaltung.
Nach der Meiji-Restauration 1868 passten sich einige Autoren, wie der Schriftsteller Kanagaki Robun an die neue Zeit an und begannen  für die neue populäre Presse zu schreiben. Die Produktion von echter Gesaku-Literatur verschwand jedoch am Ende der 1880er Jahre, auch wenn manche Elemente im Stil von Tsubouchi Shōyō und Futabatei Shimei zu finden sind. Obwohl fast ausgelöscht lebt die Tradition in der kommerziellen Literatur, dem populären Journalismus und in anderen Formen der modernen Massenkultur weiter.
Selbst in der „hohen Literatur“, so in den frühen Werken Natsume Sōsekis und denen von Nagai Kafū, finden sich Anklänge an die Gesaku. Unter den gegenwärtigen Schriftstellern führte Inoue Hisashi (1934–2010) die Tradition der leichten Übertreibungen und des volksnahen Humors weiter.